# بيتر ويب (مجدف)
بيتر ويب (بالإنجليزية: Peter James Webb)‏ هو مجدف بريطاني، ولد في 2 أكتوبر 1940.

## وصلات خارجية
- بيتر ويب على موقع الاتحاد الدولي للتجديف (الإنجليزية)
- بيتر ويب على موقع اللجنة الأولمبية الدولية (الإنجليزية)
- بيتر ويب على موقع أوليمبيديا (الإنجليزية)
- بيتر ويب على موقع اللجنة الأولمبية البريطانية (الإنجليزية)